# Paul Guigou

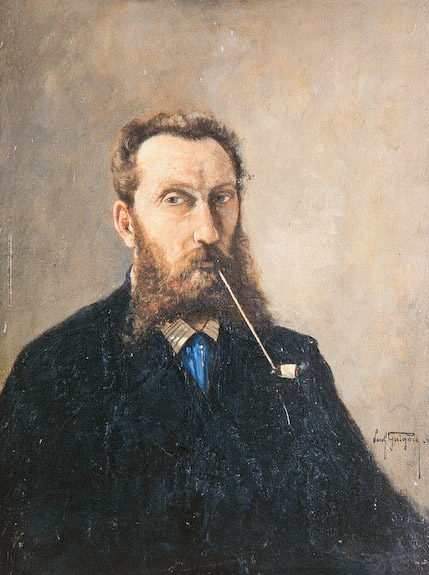
Paul Guigou: Selbstbildnis, 1869

Paul Camille Guigou (geboren am 15. Februar 1834 in Villars, Département Vaucluse; gestorben am 21. Dezember 1871 in Paris) war ein französischer Maler. Er ist vor allem als Landschaftsmaler bekannt, der in leuchtenden Farben Ansichten der Provence schuf.

## Leben
Paul Guigou kam 1834 im Dorf Villars in der Provence zur Welt. Er stammte aus einer wohlhabenden Familie von Landwirten und Notaren. Die Familie zog 1841 in die nahe gelegene Kleinstadt Apt, wo Guigou zunächst das Collège besuchte. Anschließend war er 1845–1846 am Petit séminaire in Avignon. Die Familie hatte für ihn den Beruf eines Notars vorgesehen, der Nachfolger seines Onkels Frédéric Ripert in Marseille werden sollte. Guigou studierte Rechtswissenschaft an der Universität Aix-en-Provence und schloss das Studium 1851 mit dem Baccalauréat ès Lettres ab. Anschließend arbeitete er für den Notar Madon in Apt. 1854 wechselte er nach Marseille, wo er bis 1861 für den Notar Joseph Roubaud tätig war.
Bereits am Collège in Apt entdeckte Guigous Zeichenlehrer Camp das Talent seines Schülers und gab ihm auch nach der Schulzeit in den Jahren 1851–1855 Unterricht. 1855 besuchte er in Paris die Weltausstellung, wo er von den Gemälde von Gustave Courbet beeindruckt war. Zudem lernte er den Maler Narcisso Virgilio Díaz de la Peña kennen. In Marseille unterrichtete ihn der Maler Émile Loubon, mit dem Maler Adolphe Monticelli arbeitete er gemeinsam. In einer Ausstellung der Société artistique des Bouches-du-Rhône stellte Guigou erstmals 1859 Gemälde aus, ab 1861 war er Mitglied dieser Gesellschaft. Die frühen Bilder Guigous zeigen deutlich den Einfluss seines Mentors Loubon. Obwohl er als Maler wenig erfolgreich war, gab er seinen Beruf als Angestellter eines Notars auf und widmete sich ab 1862 ganz der Kunst. Er konnte nur wenige Bilder verkaufen und erhielt dafür geringe Beträge. Von der Familie erhielt er wenig finanzielle Unterstützung und befand sich fortan meist in einer finanziell schwierigen Situation. Nach dem Tod von Loubon 1863 zog Guigou nach Paris, wo er sich in der Rue de La Tour-d’Auvergne im 9. Arrondissement niederließ.

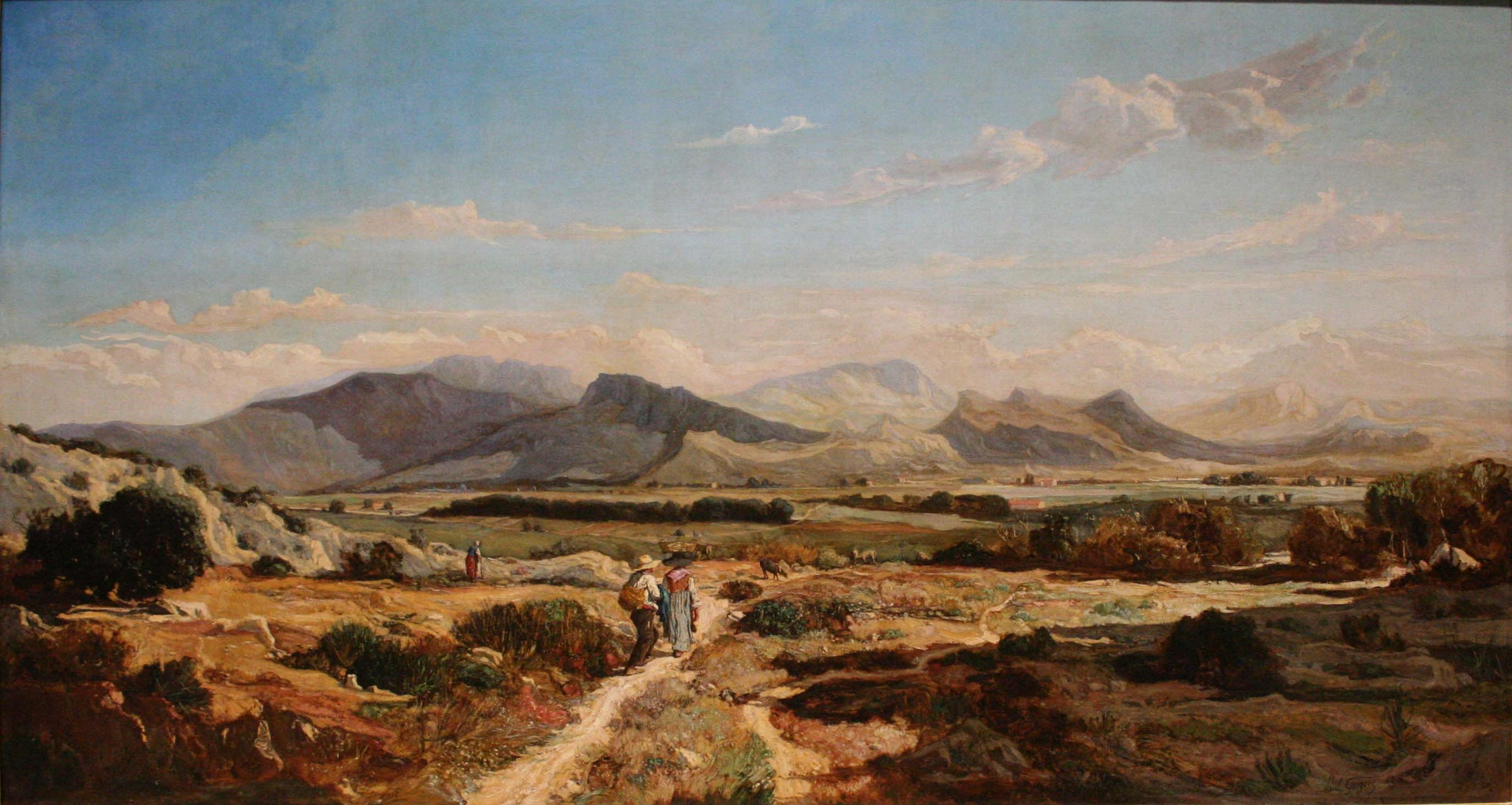
Paul Guigou: Les collines d’Allauch

Guigou stellte erstmals 1863 im Salon de Paris aus, wo er das Gemälde Les collines d’Allauch zeigte. Danach reichte er regelmäßig Bilder zu dieser jährlichen Ausstellung ein. Seit 1865 war er Mitglied der Künstlergemeinschaft Société des aquafortistes. Zu seinem Bekanntenkreis gehörten Landschaftsmaler wie Jean-Baptiste Camille Corot und Charles-François Daubigny. 1866 unternahm er mit mehreren Freunden eine Studienreise nach Algerien. In Paris erhielt er eine Reihe von positiven Kritiken, darunter von Théophile Gautier, Jules-Antoine Castagnary und Théodore Duret. Durch Duret und den Kritiker Philippe Burty lernte Guigou den Künstlerkreis im Café Guerbois kennen. Hier traf er Maler wie Claude Monet, Alfred Sisley und Camille Pissarro. Er freundete sich mit dem Maler Frédéric Bazille an, der wie Guigou aus dem Süden Frankreichs stammte. Möglicherweise ist Bazilles Landschaftsbild Paysage au bord du Lez durch Guigou beeinflusst.
Guigou reiste jährlich in seine provenzalische Heimat, wo er Ölbilder und Aquarelle der Landschaften in der Umgebung von Marseille malte. In seinen Bildern zeigte er Ansichten vom Fischerdorf L’Estaque, der Bucht Étang de Berre, der Ebene von Crau und den Ufern des Flusses Durance. Teilweise sind diese lichtdurchfluteten Landschaften mit Figuren bevölkert.
Während des Deutsch-Französischen Krieges wurde Guigou im südfranzösischen Graveson stationiert und nahm nicht an Kampfhandlungen teil. Aus finanziellen Gründen war er gezwungen Zeichenunterricht zu erteilen. Zu seinen Schülerinnen gehörte die kunstsinnige Baronin Charlotte de Rothschild. Im Dezember 1871 erlitt er einen Schlaganfall und starb im Pariser Hôpital Lariboisière. Danach geriet sein etwa 450 Arbeiten umfassendes Werk zunächst in Vergessenheit. Erst auf der Weltausstellung 1900 in Paris wurden seine Bilder erneut einem größeren Publikum gezeigt. Seine Bilder sind in mehreren Museen in Frankreich und im Ausland zu sehen.

## Werke in öffentlichen Sammlungen (Auswahl)
- Les bords de l’Huveaune à Aubagne, Bouches-du-Rhône,[2] Nationalgalerie, Athen
- Vue de Triel,[3] Museum of Fine Arts, Boston
- Bords de la Durance à Saint Paul,[4] Art Institute of Chicago
- Paysage à Saint-André, près de Marseille, Cleveland Museum of Art
- Le vallon de Chinchon à l'Isle-sur-Sorgue,[5] Columbus Museum of Art, Columbus (Ohio)
- Les Oliviers,[6] Scottish National Gallery, Edinburgh
- Landschaft bei Roquevaire in der Provence,[7] Städelsches Kunstinstitut, Frankfurt am Main
- La vallée de la Durance, Hamburger Kunsthalle
- Bords de la Durance, Musée Cantini, Marseille
- Bords de mer, Musée Cantini, Marseille
- Le Plan-d’Orgon, Musée Cantini, Marseille
- Les Catalans à Marseille, Musée Cantini, Marseille
- Village sur la Seine, Triel, Musée Cantini, Marseille
- Bord de rivière avec lavandières, Musée Grobet-Labadié, Marseille
- Camp des alpines à Graveson, Musée Grobet-Labadié, Marseille
- Les Lavandières devant Sainte Victoire, Musée Grobet-Labadié, Marseille
- Paysage, Musée Grobet-Labadié, Marseille
- Vue d’un village (Saignon, Haute Provence), Musée Grobet-Labadié, Marseille
- Vue de Murs (Vaucluse), Musée Grobet-Labadié, Marseille
- La Roque-d’Anthéron, Musée des Beaux-Arts, Marseille
- Lavandière au ruisseau, Musée des Beaux-Arts, Marseille
- Les collines d’Allauch, Musée des Beaux-Arts, Marseille
- Les grandes saules, Musée des Beaux-Arts, Marseille
- Les pins au bord de la Durance, Musée des Beaux-Arts, Marseille
- Petite route dans les pins, Musée des Beaux-Arts, Marseille
- Les Martigues, Musée Ziem, Martigues
- Environs de Martigues,[8] Dixon Gallery and Gardens, Memphis (Tennessee)
- Paysage provençal, Musée Fabre, Montpellier
- Village de Lauris, dans le Vaucluse sur les bords de la Durance,[9] Ashmolean Museum, Oxford
- Paysage de Provence, vue de Saint-Saturnin-les-Apt,[10] Petit Palais, Paris
- Lavandière, Musée d’Orsay, Paris
- Selbstbildnis, Musée d’Orsay, Paris
- Colline de Saint-Loup, Musée d’Orsay, Paris
- Paysage de Provence, Musée d’Orsay, Paris
- Route de la Gineste, près de Marseille, Musée d’Orsay, Paris
- Le village de Saint-Paul sur la Durance,[11] Norton Simon Museum, Pasadena (Kalifornien)
- Paysage aux environs de Martigues,[12] Norton Simon Museum, Pasadena (Kalifornien)
- Paysage en France,[13] Norton Simon Museum, Pasadena (Kalifornien)
- Lavandières au bord de la Durance, National Gallery of Art, Washington, D.C.